# Bergisdorf (Neukieritzsch)

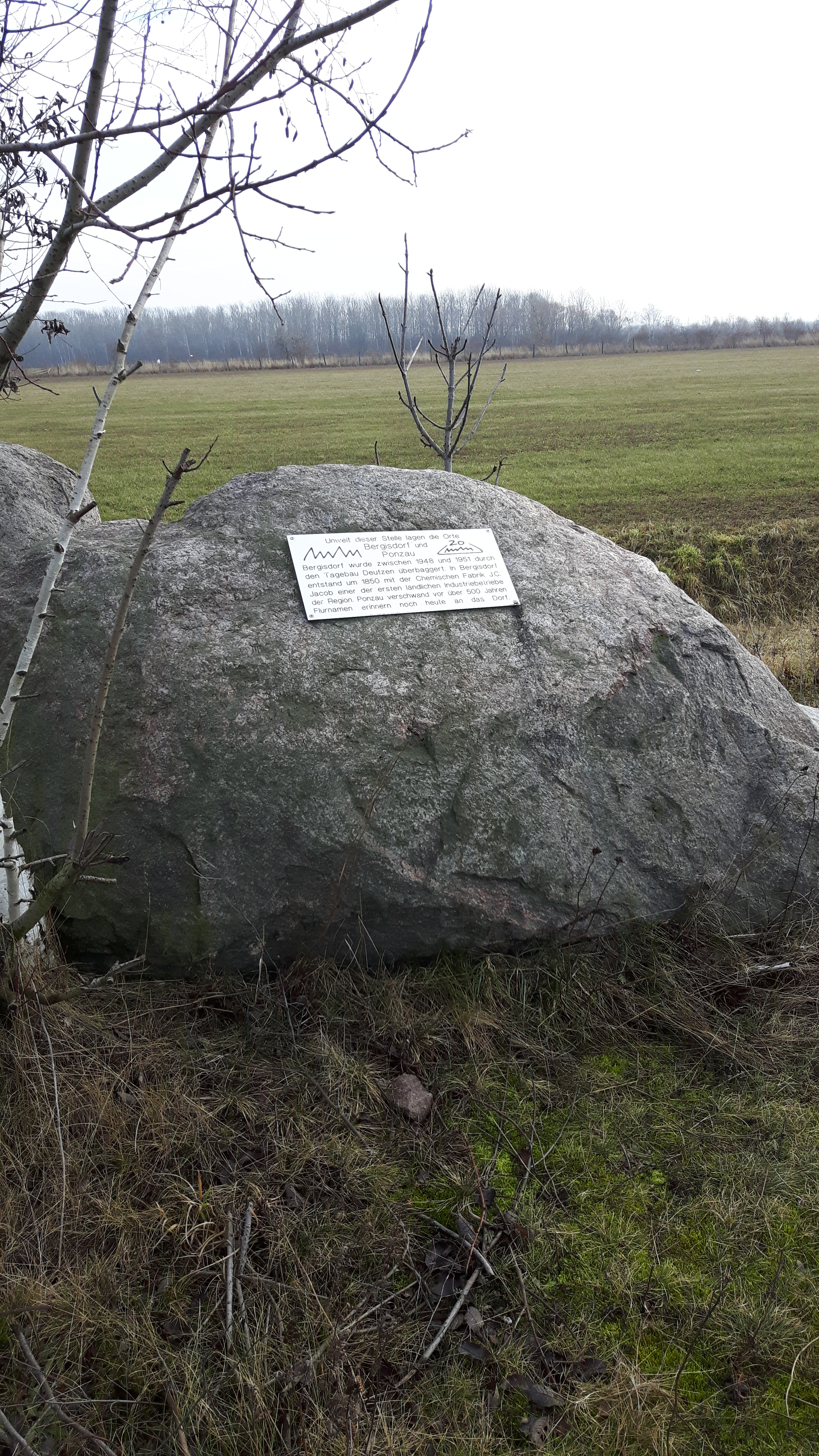
Gedenkstein für Bergisdorf an der K 7931

Bergisdorf war ein Dorf südlich von Leipzig, das im Jahr 1951 dem Braunkohlebergbau durch den Tagebau Deutzen (Kraft II) zum Opfer gefallen ist. 1948 war der Ort nach Lobstädt eingemeindet worden, mit dem die heute rekultivierte Ortsflur im Jahr 2008 zur Gemeinde Neukieritzsch im Landkreis Leipzig (Freistaat Sachsen) kam.

## Lage
Bergisdorf lag in der Leipziger Tieflandsbucht zwischen Neukieritzsch im Norden, Regis-Breitingen im Süden und Borna im Osten. Der Ort befand sich westlich der Pleiße gegenüber von Lobstädt im Bornaer Revier.
Die heutige Ortslage von Bergisdorf befindet sich an der Verbindungsstraße zwischen Neukieritzsch und Regis-Breitingen (K 7931) nördlich der neuen Ortslage von Deutzen. Sie gehört zum Leipziger Neuseenland.

## Geschichte
Bereits um 1551 stand Bergisdorf unter der Gerichtsbarkeit des amtssässigen Ritterguts Lobstädt, zu dem weiterhin die Orte Lobstädt und Görnitz gehörten. Das Rittergut Lobstädt und seine Orte lagen bis 1856 im kursächsischen bzw. königlich-sächsischen Amt Borna. Besitzer des Ritterguts Lobstädt war im 15. und 16. Jahrhundert die Familie von Könneritz. Von 1586 bis 1823 gehörte es den Herren von Einsiedel, die seit 1606 auch im Besitz des benachbarten Ritterguts Großzössen waren. 1823 gelangte das Rittergut Lobstädt an die Familien Geßner, Scholber und Schädel. Am 28. November 1855 ging die bisher dem Rittergut Lobstädt zustehende Gerichtsbarkeit über Lobstädt, Bergisdorf und Görnitz auf das Königliche Landgericht Borna über. 1875 wurden die Orte der Verwaltung der Amtshauptmannschaft Borna unterstellt.
1910 wurde südlich des Orts der Tagebau Deutzen aufgeschlossen. Am 1. September 1948 erfolgte die Eingemeindung von Bergisdorf nach Lobstädt. 1951 wurde der Ortsteil Bergisdorf aufgrund des Braunkohletagebaus Deutzen aufgelöst, die 280 Einwohner u. a. in die Siedlung Regis-Nord umgesiedelt. Anschließend wurde die Flur devastiert. Die rekultivierte Fläche liegt heute in der Nähe der Verbindungsstraße zwischen Neukieritzsch und Regis-Breitingen. Sie kam mit der Eingemeindung Lobstädts am 1. April 2008 zu Neukieritzsch.